# 海盗セブン
『海盗セブン』（かいとうセブン）は、岸谷五朗、寺脇康文による演劇ユニット・地球ゴージャスが手掛けるミュージカル作品である。Vol.12として制作され、2012年春より全国5カ所で最大規模となる12万人を動員した。

## 概要
発端は、東日本大震災を受けて「みんなの悲しみを泥棒が盗んだらどんなにいいか」という岸谷の思いである。そのため、エンターテインメントショー、コメディがテーマとなっている。また、震災からちょうど一年となる2012年3月11日公演の収益の一部を被災地に寄付している。群舞を使った作品は、2009年の『星の大地に降る涙』以来2作品ぶりとなる。

## 公演スケジュール
- 東京公演
2012年3月8日～4月22日（全53公演）赤坂ACTシアター
- 名古屋公演
2012年4月27日～4月29日（全4公演）中京大学文化市民会館 オーロラホール
- 新潟公演
2012年5月5日～5月6日（全3公演）新潟テルサ
- 福岡公演
2012年5月12日～5月14日（全4公演）福岡サンパレス
- 大阪公演
2012年5月20日～5月31日（全13公演）オリックス劇場

## 企画
この年から、「『海盗セブン』宣伝隊」SHITAPPARZの活動が始まっている。子フィクサーズとして参加している水田航生、青柳塁斗、風間由次郎の3人が、『海盗セブン』に関するイベントやSTOLABO TOKYOでの宣伝番組での活動が主であった。また、このユニットはのちの作品となる『クザリアーナの翼』『Chikyu Gorgeous 20th Anniversary GALA CONCERT』でも広報、パフォーマンスの両面で活躍した。2016年に上演された『The Love Bugs』では、「SENDEN虫」と名前を変え活動している。

## あらすじ
かつて「七つの海までも盗んだ」と言われる大泥棒たちがいた。彼らはいつしか「海盗セブン」と呼ばれるようになり、生きる伝説となっていた。ある日、彼らのもとにフィクサー・ジョーという謎の男からInvitation（招待状）が届く。一堂に会した海盗セブンの面々に、ジョーは「世界中の子供たちの悲しみを盗んでほしい」と依頼する。個々の個性がぶつかり合う海盗たち。果たして仕事を達成することはできるのか？そしてフィクサー・ジョーの真意とは？

## おもな登場人物

### 海盗セブン
- ワイルド・アッパー（演：三浦春馬）
7人の中でも体術に優れており、特に右手から繰り出されるアッパーカットをくらったものは決して立ち上がることはないと言われている（しかしそのアッパーカットはあまりの動きの遅さに誰にも当たったことがないという曰く付き）。性格はバカで、少し短気。喜怒哀楽が激しくリアクションも大きい。イケメンで子シーサーズにちやほやされているものの自身はカマイタチ鋭子に恋をしており、意外に純粋な恋愛感を持っている。実はフィクサー・ジョーの息子。幼き頃から父に認められる為努力してきた節があり、かなりのコンプレックスを抱いている。
- マリア（演：藤林美沙）
真っ赤なボディスーツに身を包み、身軽な動きと軽快なタップダンスで敵を翻弄する。性格は非常に明るく、誰にでも分け隔てなく接する。また、まわりがしんみりとした空気の時はすかさず場を盛り上げようとするなど、7人の中ではムードメーカーでもある。怪盗としても非常に腕が良く、なんでも盗めてしまう現状に物足りなさを感じている。比較的色黒かつおでこを出しているためか、ラット・ジェントルからよく「インド人」とからかわれたり、田中剛に本気でインドに住んでいたと勘違いされている。
- 田中剛（演：寺脇康文）
一見ただのサラリーマンにしか見えないが、一流の怪盗である。シークレットアイランドの宮廷に侵入する際も他社に営業に行くサラリーマンのように立ち振る舞い、子フィクサーズたちを図らずも惑わせた。とても穏やかな性格だが正義感は強い。空手の達人であり、その腕前は子フィクサーズ全員に対して1人で立ち向かえるほど。だが打撃に破壊力がまるでなく、殴られた者は何度殴られても全く痛みを感じることがない。妻と子供がいたが、あることがきっかけで別居している。
- 流しのソギル（演：JONTE）
青と緑のポップなコスチュームを着ており、アコーディオンを楽器兼武器として持っている。在日韓国人だが、はじめはそれを隠すために韓流を偽って片言の日本語を話していた。在日韓国人であることが周囲に知れてからは関西弁を話す。錠破りに優れており、劇中では手錠を解いて子フィクサーズのひとりに嵌めるという技を見せている。「マッコリ、マッコリ」と言いながら笑ったり、悲しみを盗む方法を考える際「キムチを贈る」と言っていたり、会話の随所に韓国要素を取り入れてくる。
- ラット・ジェントル（演：岸谷五朗）
子ドロ（子どもの泥棒のことらしい）のころから「鼠小僧」と呼ばれ大活躍していた、泥棒の”スター”。現在のネーミングは、子供のころまだ白とも黒とも言えないことからついた「鼠（色）」に、子供が大人になったさま（オヤジ）を英語で言ってみた「ジェントル」を組み合わせている。頭が切れてリーダーシップがあり、セブンが集ってからはリーダーのような立ち位置で話し合いを進める。カマイタチ鋭子とは過去に恋人関係であった。普段はブラックおばQ（演：原田薫）、ホワイトアスペロン（演：SHUN（大村俊介））という二人の仲間と仕事をしている。
- カマイタチ鋭子（演：大地真央）
「隠れていることができない」と言われるほどの派手好き。それは幼いころ周囲の大人たちに信頼を裏切られ続け、人との一線を越えた関係を築けなくなってしまったために、真の自分を見せないよう派手な服装を身にまといはじめたという経緯によるものである。オーラがあり華やかで、その美貌により目があった男は石にされ、女はメロメロのもぬけの殻になってしまうと言われている。7人の中では、発言に鶴の一声的決定力がある。過去にラット・ジェントルと恋人関係にあった。ワイルド・アッパーから恋心を抱かれているが、彼からのアタックは華麗にスルーしている。
- ドクマムシB子（演：森公美子）
鋭子の双子の妹。声が大きくたびたび周囲を驚かせるが、敵と戦う時も声を使用している。今でこそ双子間で風貌が似ているとは言い切れないが（本人たち曰く『伸びちゃっただけ』『部分的には似ている』）、幼い頃は鋭子とそっくりな外見を生かして貧しい生活の中で盗みをはたらいていた。特技はピザ回し。食いしん坊だが姉思いであり、鋭子に派手な服装を提案したのもB子である。ラット・ジェントルにひそかに恋心を抱いており、ラット自身は気付いていないものの鋭子に代わって急接近したことがある。

### シークレットアイランドの人々
- フィクサー・ジョー（演：小野武彦）
シークレットアイランドの長のような存在。宮廷に住んでおり、海盗セブンにInvitation（招待状）を送って7人を募った張本人。穏やかな老人といった雰囲気だが、その裏では海盗セブンの知名度とセレブたちの豊かさを利用して金儲けをしようと企んでいた。ワイルド・アッパーの実の父親だが、親子の縁を切ってまで自分が豊かになろうとする無慈悲さがある。
- シーサー・メグ（演：折井理子）
フィクサー・ジョーの第一秘書。
- 子フィクサーズ・子シーサーズ
フィクサー・ジョー、シーサー・メグの家臣のような存在。ジョーが「かわいい子供たち」と呼んでいる描写もある。全員型違いの白黒のコスチュームを着ている。宮廷内の警備や見回りを主な業務としている。

## スタッフ
- 作・演出 - 岸谷五朗
- 演出補 - 寺脇康文
- 美術 - 土屋茂昭
- 音響 - 今村太志
- 照明 - 川谷祐之
- 電飾 - 小田桐秀一
- 映像 - ムーチョ村松
- 音楽監督 - 大崎聖二
- 衣裳 - 牧野iwao純子
- ヘアメイク - 宮内宏明
- 歌唱指導 - 福井小百合
- 演出助手 - 小野真一
- 舞台監督 - 藤井伸彦
- 宣伝美術 - 中野淳仁
- 宣伝写真 - 角田修一
- 宣伝衣裳 - 鷲頭マコト
- 宣伝ヘアメイク - 冨沢ノボル
- 宣伝 - 株式会社る・ひまわり
- 票券 - 株式会社インタースペース
- 制作 - 山口照代、松村安奈、多田里奈、柴崎公毅、小島一浩、須賀杏子
- アシスタントプロデューサー - 西山由紀子
- プロデュース - 原田知明、松田誠、小見太佳子
- 特別協賛 - 大和ハウス工業株式会社
- 企画・製作 - 株式会社アミューズ、株式会社ネルケプランニング